# Landesgartenschau Prenzlau 2013
Die Landesgartenschau Prenzlau ist die fünfte Landesgartenschau des Landes Brandenburg. Nachdem die Stadt den Zuschlag für die Ausrichtung der Gartenschau anlässlich der Grünen Woche in Berlin erhalten hatte, entwickelte das Berliner Landschaftsarchitekturbüro ST raum a. das grundlegende Konzept für die Parks, welches über die Landesgartenschau hinaus erhalten bleibt. Die Stadt sollte dabei mit dem Unteruckersee stärker verknüpft werden. Die Landesgartenschau inszenierte diese Verknüpfung als „Hochzeit von Stadt und See“ und feierte das Fest der „Grünen Wonne“ vom 13. April bis 6. Oktober 2013. 

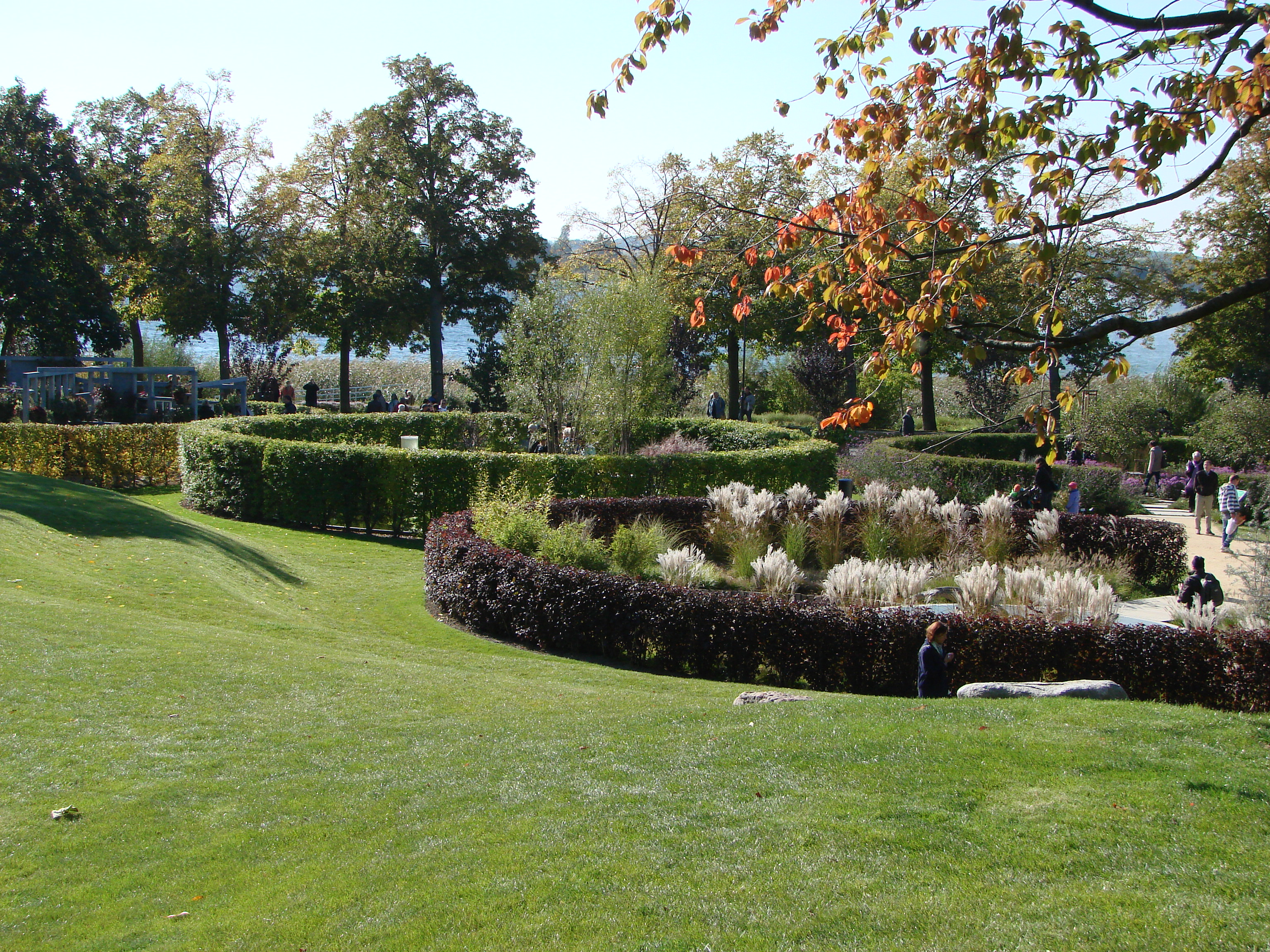
Blick über Themengärten zum Unteruckersee

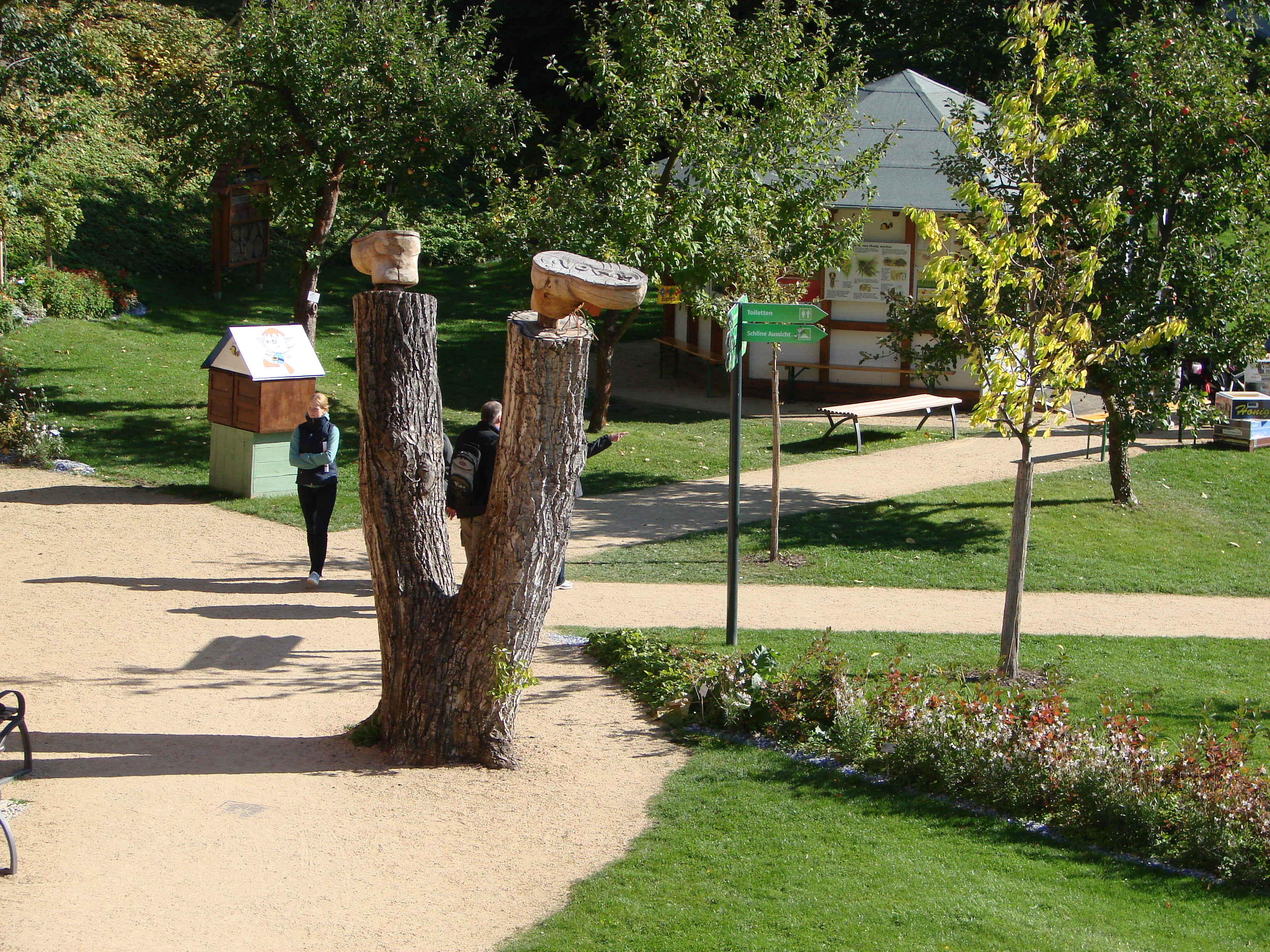
Eingangsbereich der LAGA
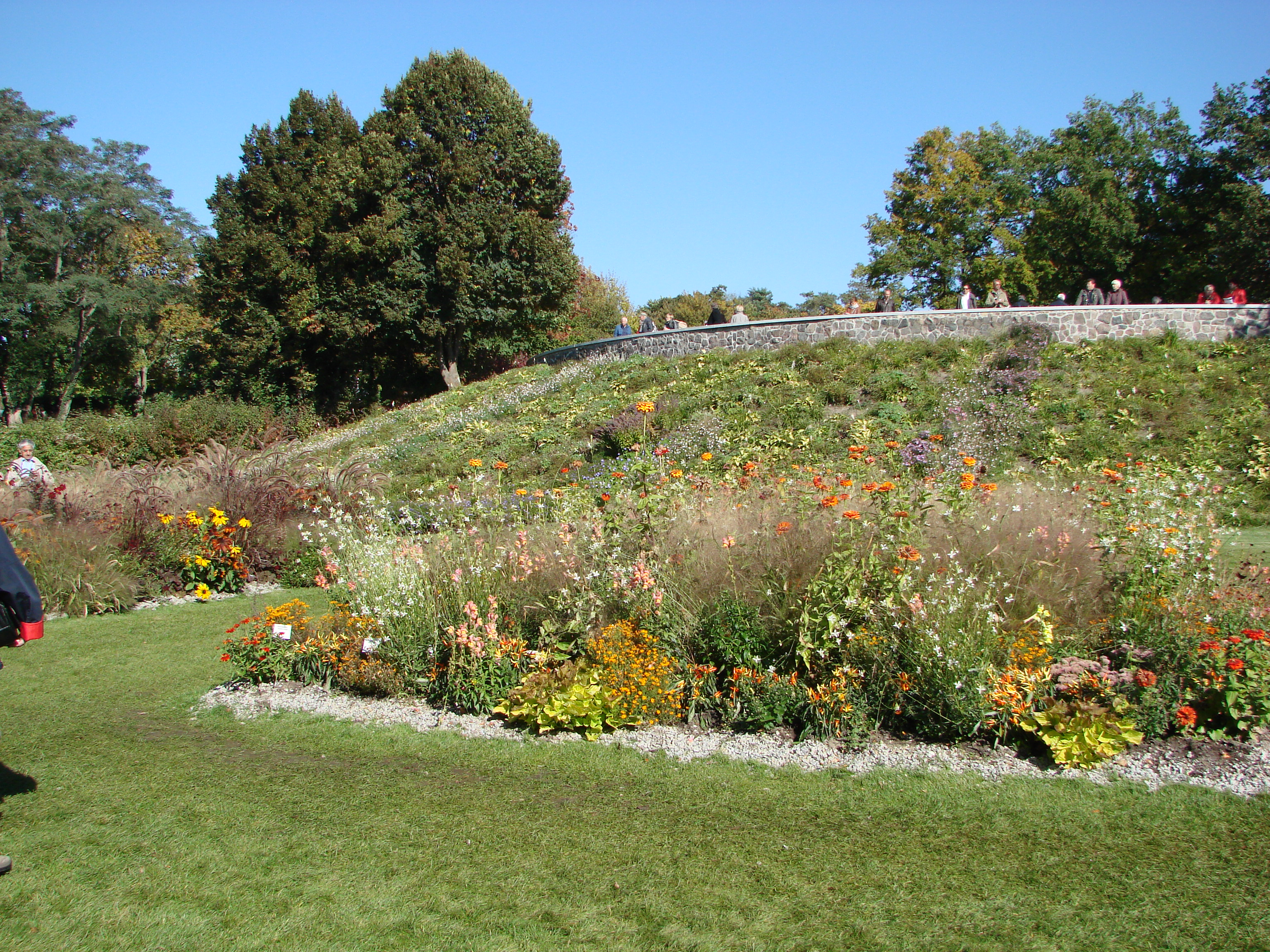
Bepflanzter Hügel
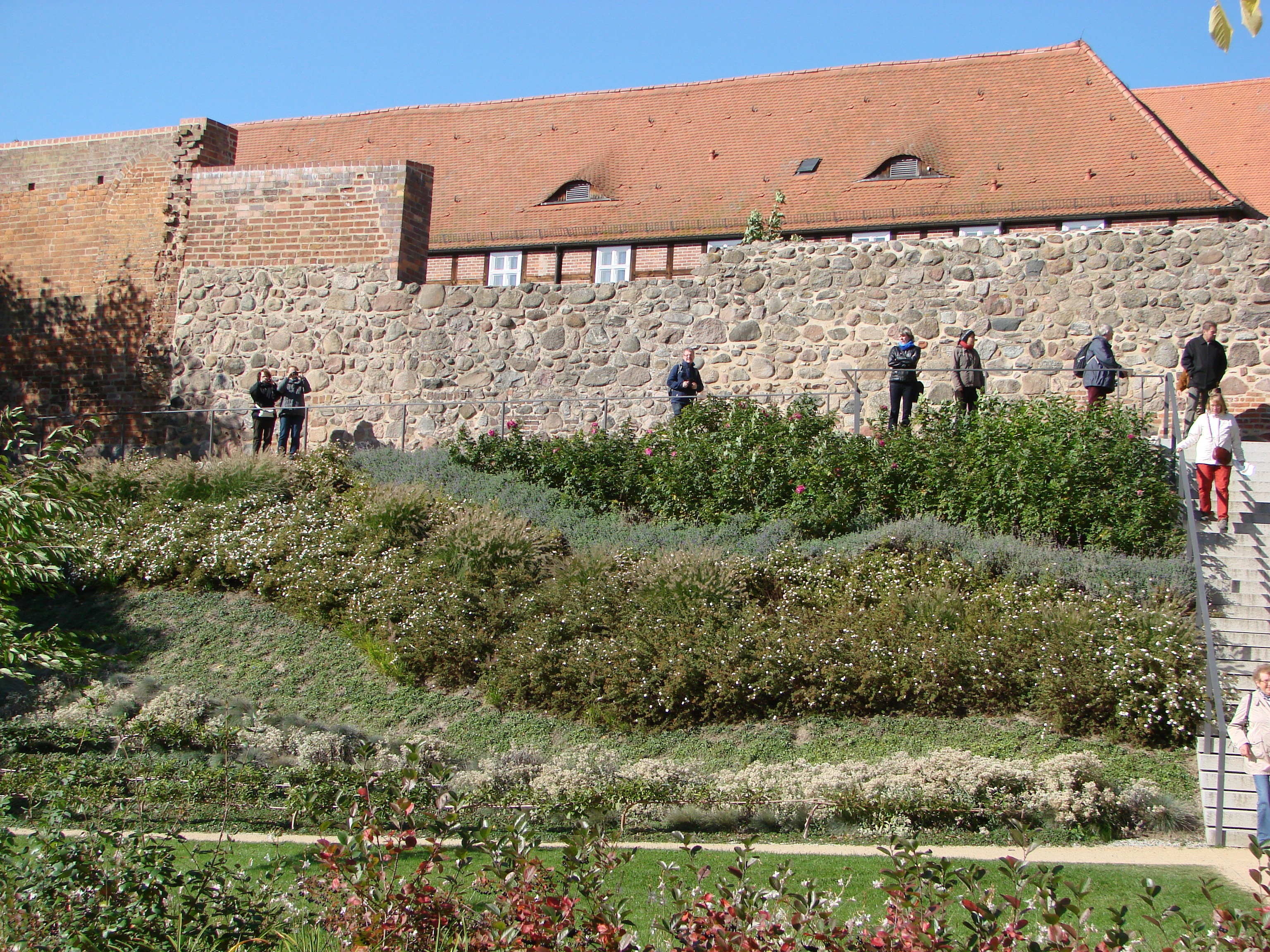
Bepflanzung der Stadtmauer
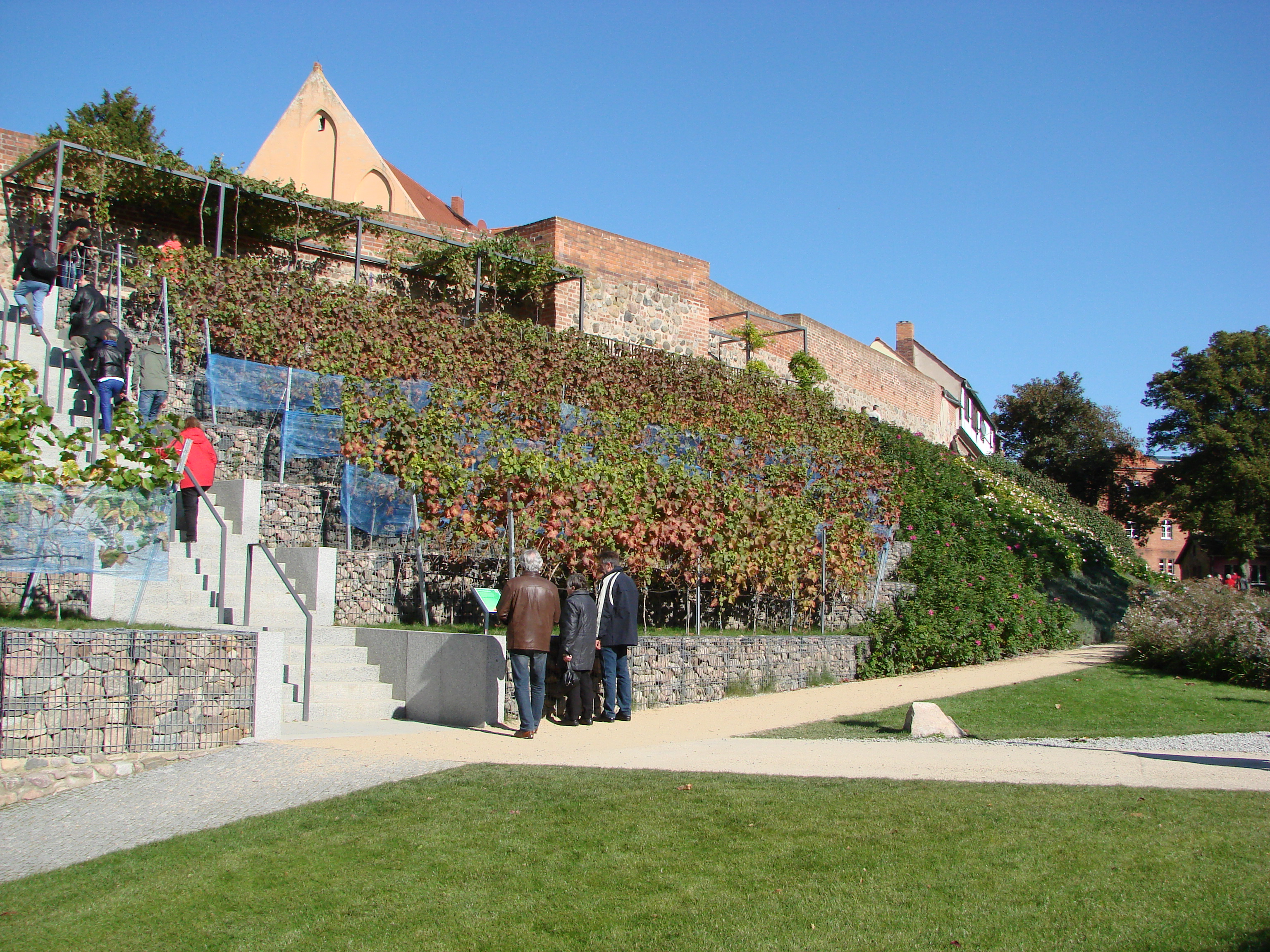
Weinberg an der Stadtmauer

## Bewerbung
Im Februar 2008 bewarb sich Prenzlau als eine von neun Gemeinden um die Ausrichtung der Landesgartenschau 2013 und erhielt im Januar 2009 den Zuschlag dafür. Im Jahr 2008 erarbeitete das Landschaftsarchitekturbüro ST raum a. aus Berlin für die Stadt Prenzlau die Bewerbung für die Landesgartenschau.
Eine Bewerbung um die Landesgartenschau 2009, die dann in Oranienburg ausgerichtet wurde, blieb zuvor erfolglos.

## Park und Themengärten
Das Gartenschau-Gelände erstreckt sich vom Unteruckersee bis zur Prenzlauer Altstadt und nimmt ein Areal von 13 ha ein. Mehr als 800 Bäume und rd. 2.500 Heckenpflanzen dazu viele Tausend weitere Gehölze, über 1.000 Rosen und rd. 80.000 Stauden, Gräser und Farne wurden für die Schau gepflanzt. Bereits im 16. Jahrhundert befand sich an der südlichen Stadtmauer ein Weinberg. An diese Tradition knüpft die Bepflanzung mit etwa 200 Rebstöcken an. An den nicht so stark besonnten Bereichen der Stadtmauer schließt sich eine entsprechend angepasste Pflanzung an. 
Wie ein Hochzeitsband schlängelt sich das „Band der grünen Wonne“ vom Stadtpark über den Rathausplatz und den Seepark hin zum Unteruckersee. Die „Wonne“ spricht auch aus den positiven emotionalen Bezeichnungen für die einzelnen Gartenelemente, wie zum Beispiel ‚Großes Gaudium‘, ‚Schöne Aussicht‘, ‚Rosenrausch‘ oder ‚Lust und Laune‘.
Die Themengärten sind Kreise der Größe von 120 bis 180 m², die durch eine Hecke eingefasst sind. Sie liegen Zwischen der historischen Stadtmauer und dem Unteruckersee. Unter dem Motto der Gartenschau „Die grüne Wonne“ wurden zwölf Gärten gestaltet. Es wurden zwölf Gärten gewählt, weil die Zahl zwölf das Sinnbild der Vollkommenheit ist. Sie findet sich in den zwölf Monaten eines Jahres, den zwölf Mondzyklen und den zwölf Sternbildern des Tierkreises.

### Vollkommen vielfältig – Bunte Typen
Balkonkästen mit bunten und vielfältigen Bepflanzungen stehen im Zentrum dieses Gartens. Es ist das Ziel des Gartens, die vielfältigen Bepflanzungsmöglichkeiten zu zeigen. 

### Kontraste und Gegensätze
Im Garten findet der Besucher auf einer Seite wüstenähnliches Gelände mit Lavageröll. In diesem Terrain können nur spezialisierte und an die Umgebung angepasste Pflanzen überleben. Auf der anderen Seite ist die üppige grüne Vegetationsgesellschaft Mitteleuropas zu erleben.

### Kussgarten
Zwölf Kugeln mit dem Bild Der Kuss sind um eine Dreizehnte so angeordnete, dass sie sich berühren. Umgeben ist die Skulptur von jeweils drei kreisförmigen Staudenbeeten an jeder Seite am Rand des Gartens.

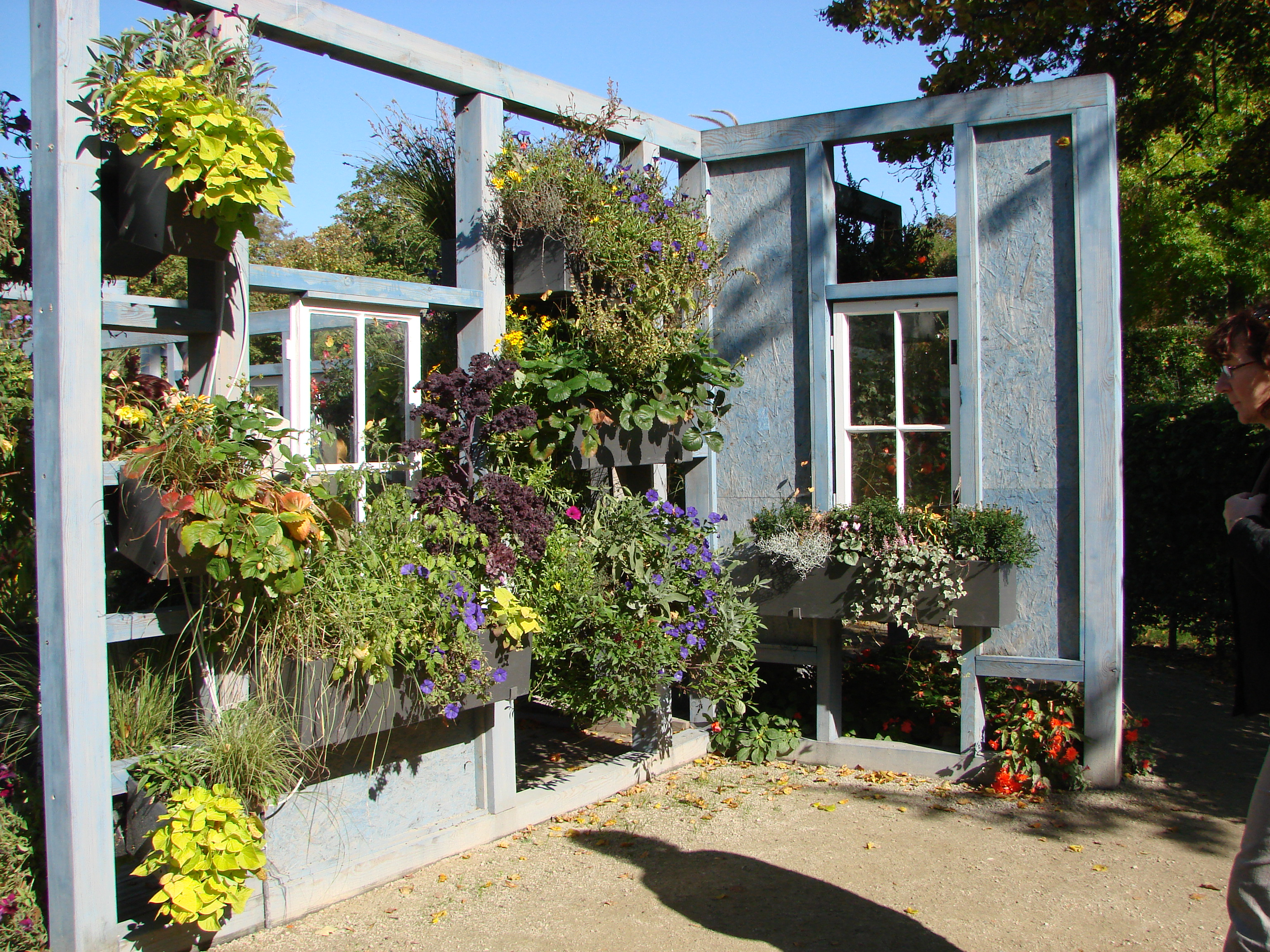
Bunte Typen
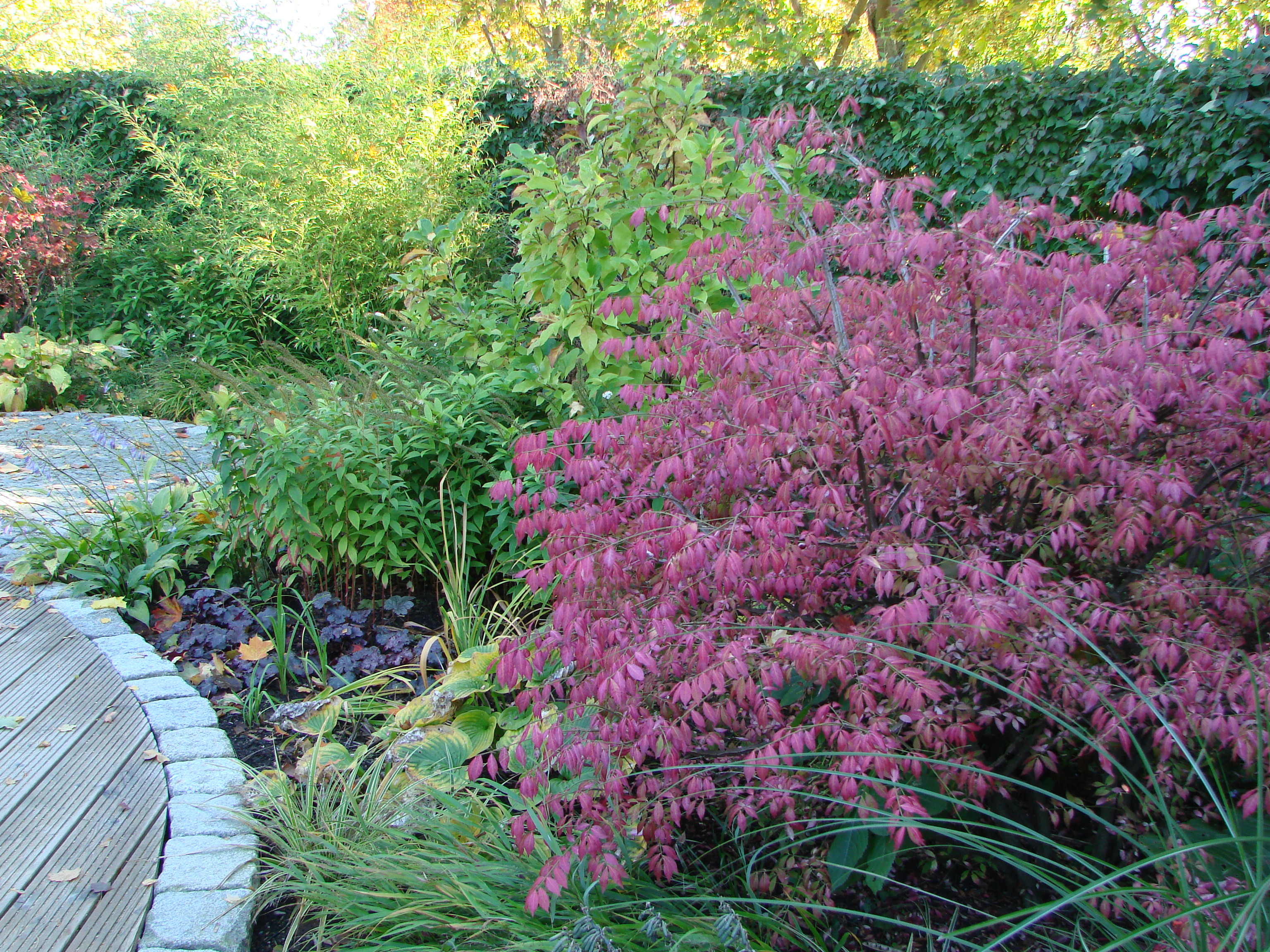
Kontraste und Gegensätze
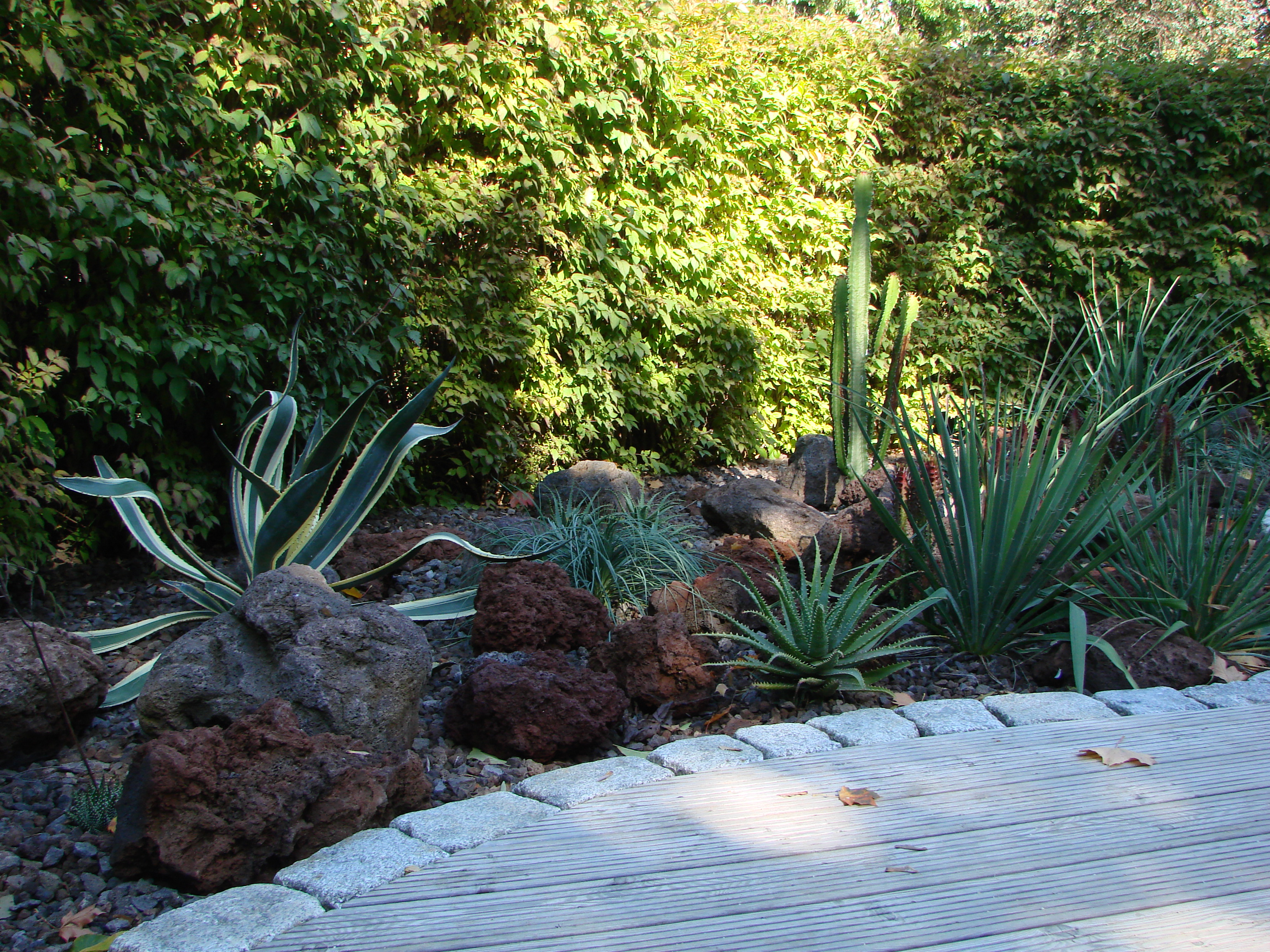
Kontraste und Gegensätze
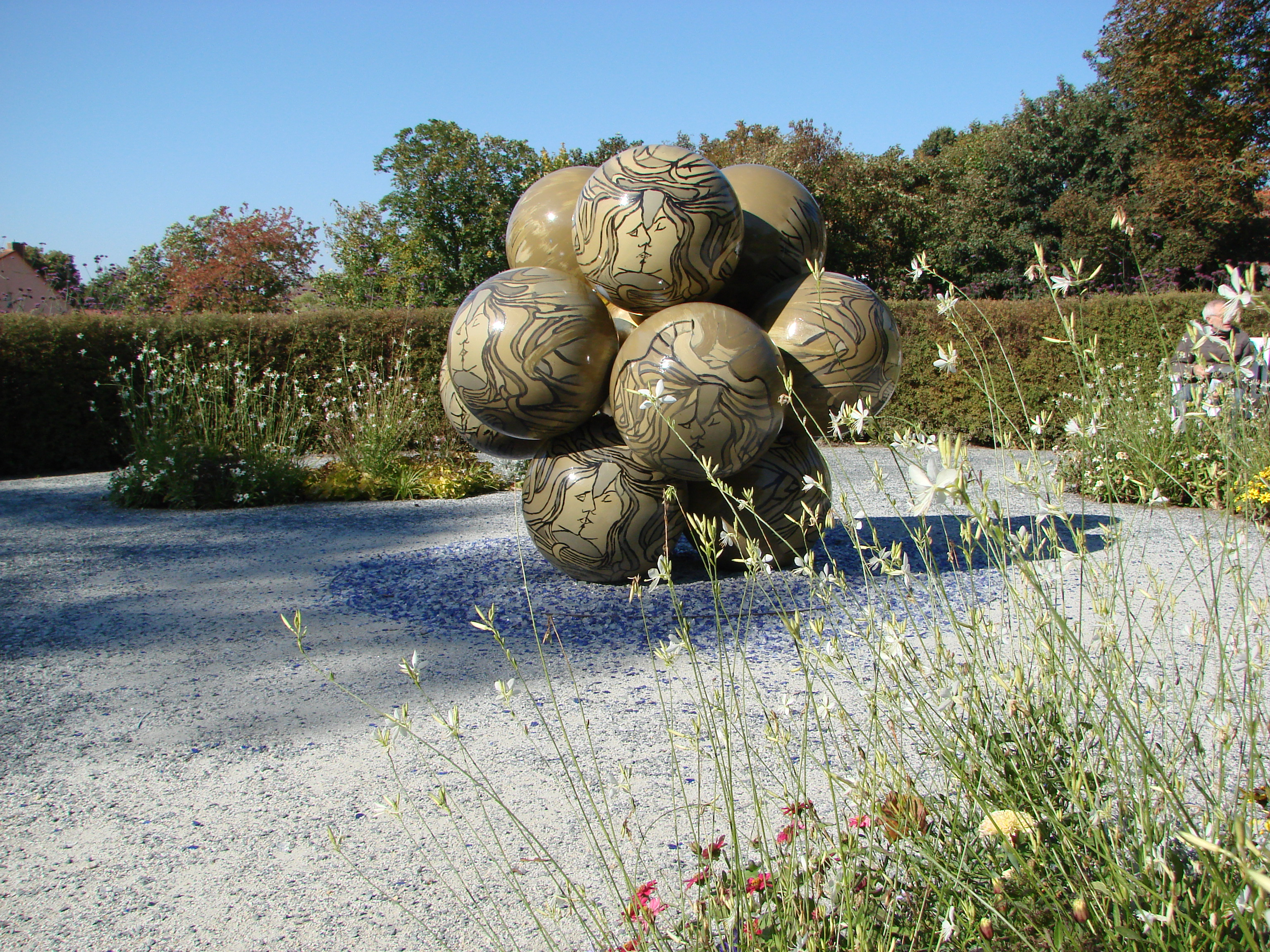
Kussgarten

### Bewegter blühender Garten
Die Flächengestaltung unterteilt den Garten mit seinem bewegten Relief in weitere Ringe. Die Bepflanzung ist höhenabgestuft und betont die Bewegung. Im Zentrum, innerhalb des begehbaren Kiesbeets, steht eine leuchtende Fackellilie. 

### Paradiesgarten
Im Paradiesgarten finden sich auf kleinstem Raum Obstspaliere mit regionalen alten Sorten, Kräuter und Gemüse als Anregung für jeden, der sich ein eigenes kleines „Gartenparadies“ schaffen will. Auch die Schlange hat ihren Platz in diesem Paradiesgarten.

### Zement
Als Gegensatz zum Paradies ist der „Zementgarten“ gestaltet. Er thematisiert die Verdrängung der Natur durch Bodenversiegelung mit Beton, Zement und Asphalt. Hier finden sich Pflanzen, die in dieser lebensfeindlichen Umgebung für die Natur Terrain zurückerobern, z. B. Disteln, Gräser und Wolfsmilchgewächse. Leuchtende Höhepunkte sind Steppen- und Königskerze.

### Duftgarten
Unterschiedliche Lavendelsorten verwandeln das kleine Gartenareal in einen duftenden Pflanzenteppich. Die Metallschalen über den Lavendelpflanzen enthalten farbiges Glas und weitere Duft- und Kräuterpflanzen.

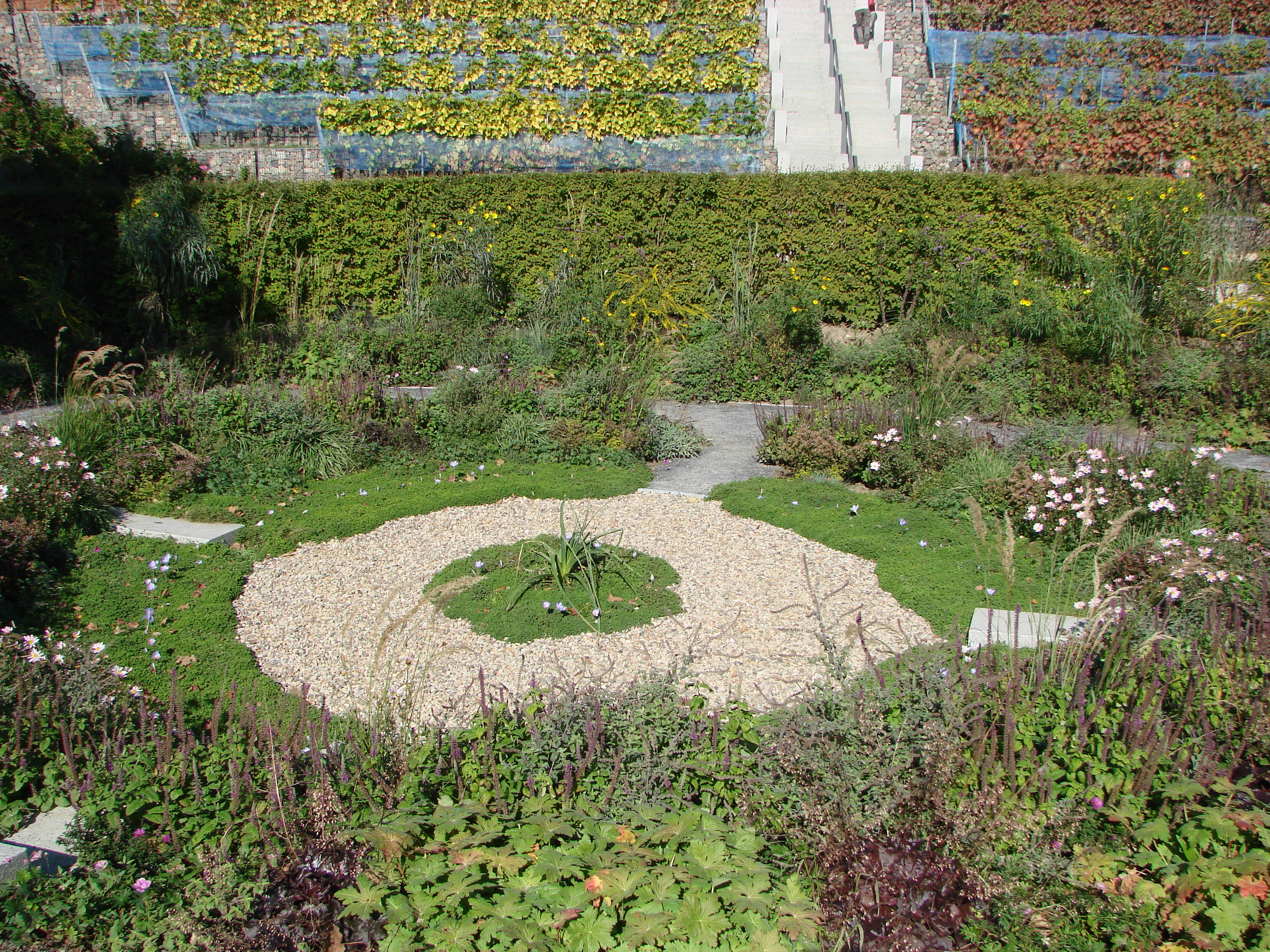
Bewegter blühender Garten
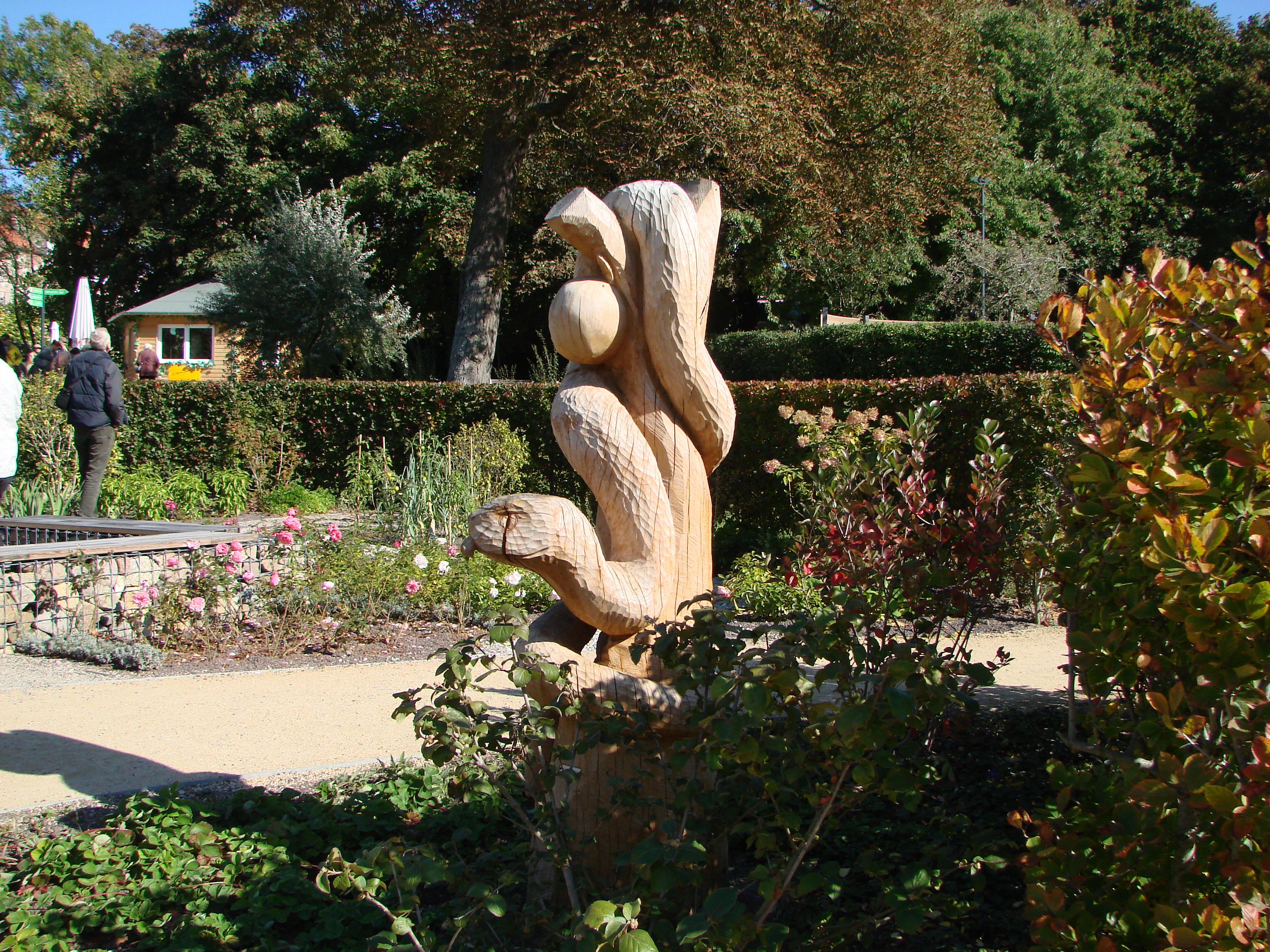
Paradiesgarten
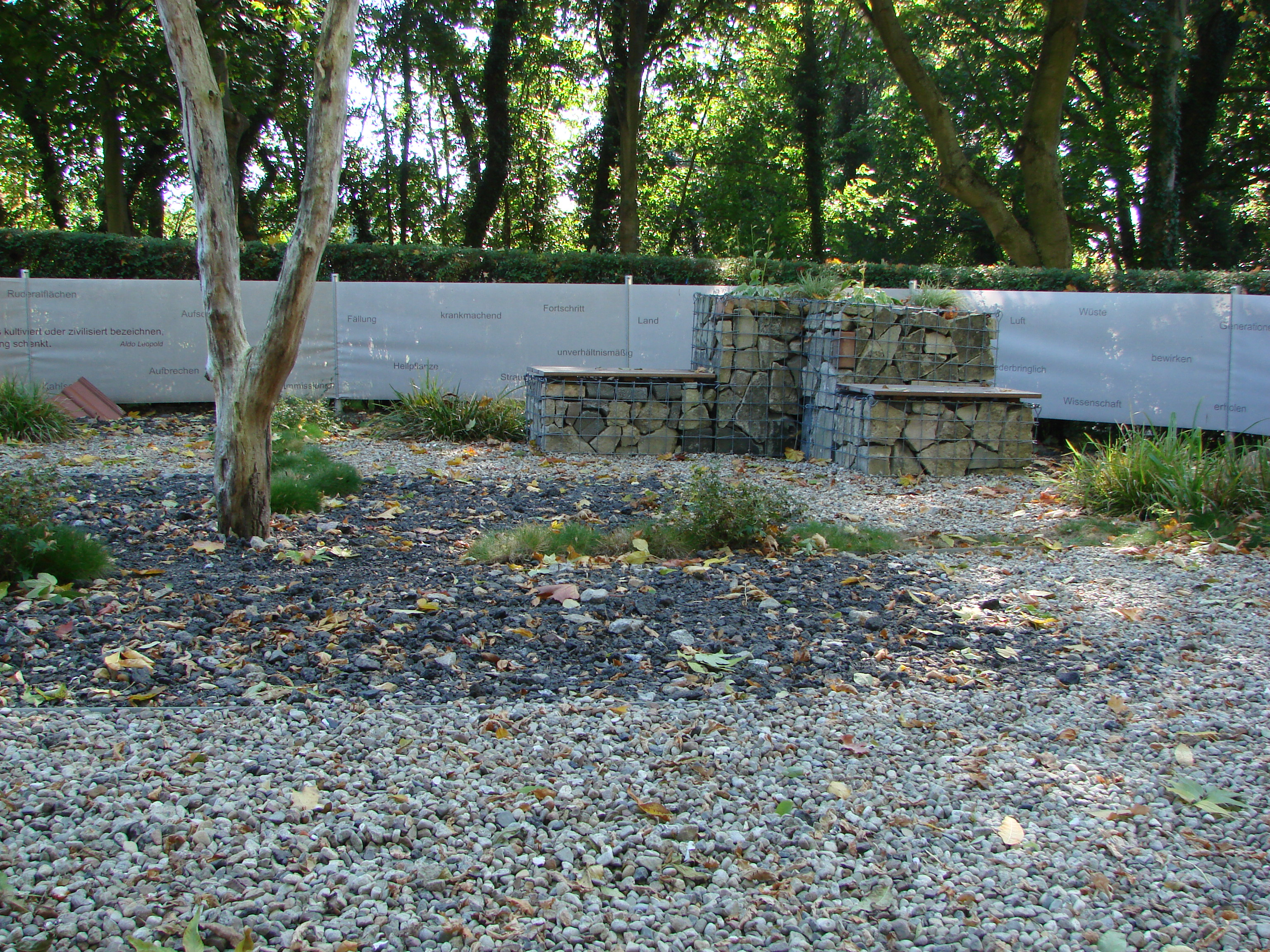
Zementgarten
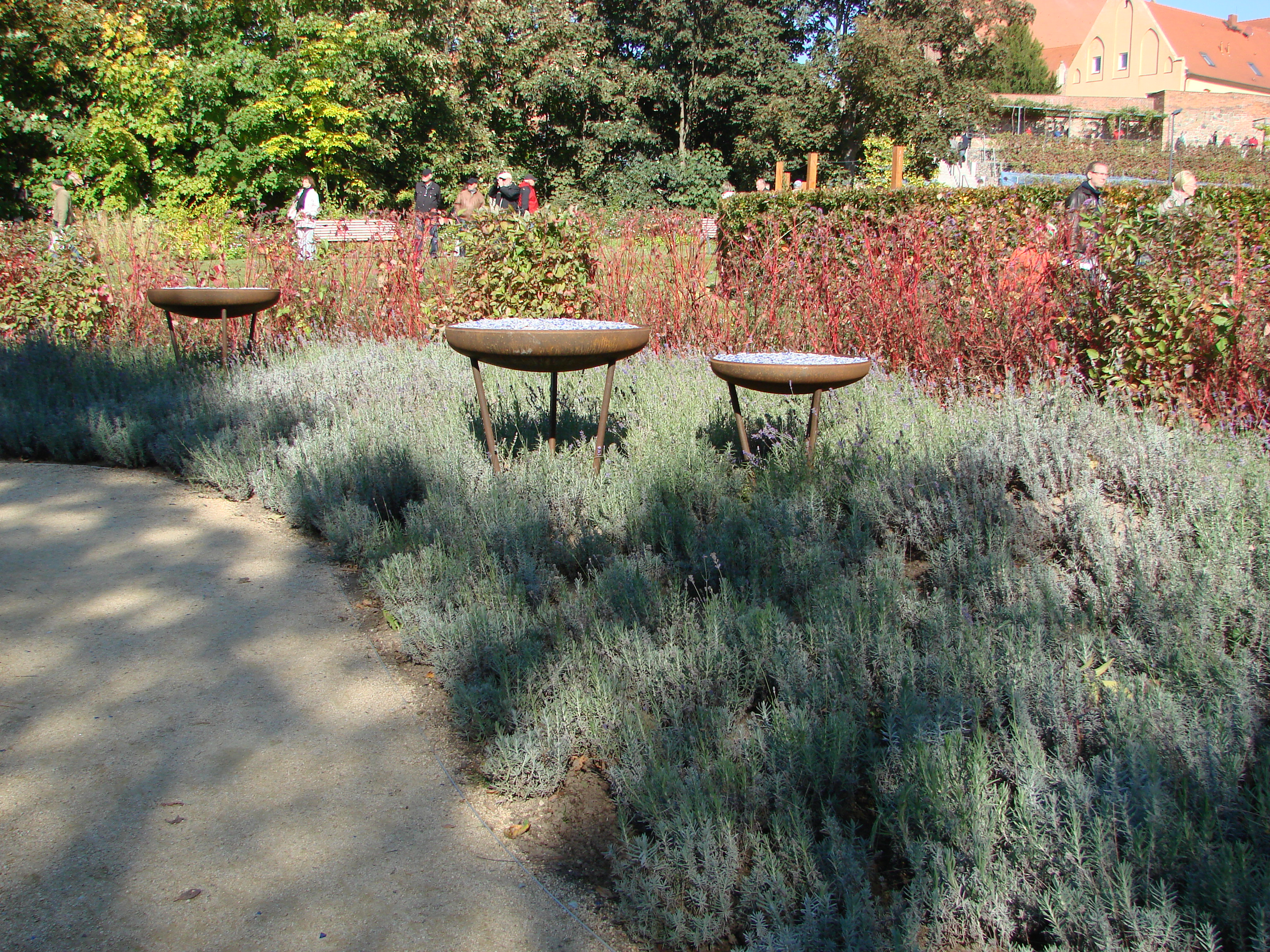
Duftgarten

### Stettin – Energie der Stadt
Ein „Wasserweg“ aus Glassteinen führt zu einem roten Beet. Der Garten wurde von der polnischen Partnerstadt Stettin gestaltet.

### Relax
Ein Ort zum Entspannen und Garten genießen. Liegen hinter Paravents inmitten eines „Lavendelmeers“ laden Besucher zu einem Augenblick der Ruhe ein.

### Gartenfisch
In Wassersäulen steigen Fische auf, und im Wasser, des über einen Holzsteg begehbaren Teiches, schwimmen ebenfalls Fische. Das zeigt die enge Verbindung zum Unteruckersee und seiner Tier- und Pflanzenwelt.

### Gräser und mehr
Die Vielfalt der verwendeten Gräser – Bambus, Chinaschilf, Seggen und Borstgras – auf kleinster Fläche zeigt, wie abwechslungsreich auch kleine Gärten gestaltet werden können. Hölzerne Delphine sind ein Anziehungspunkt für Kinder.

### Lustgarten
Der Garten mit seiner phantasievollen Bepflanzung soll "Lust auf Natur" vermitteln.

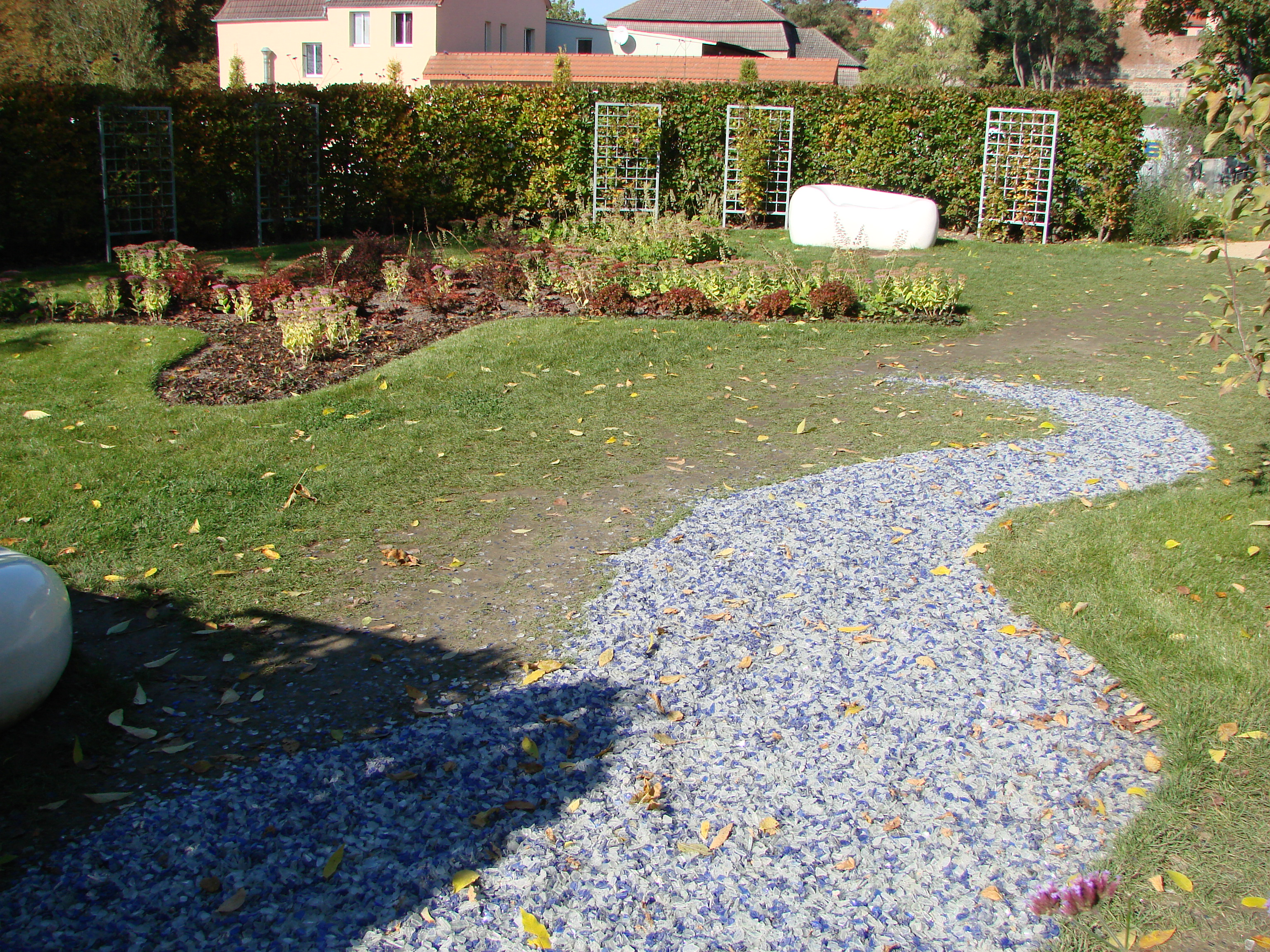
Energie der Stadt
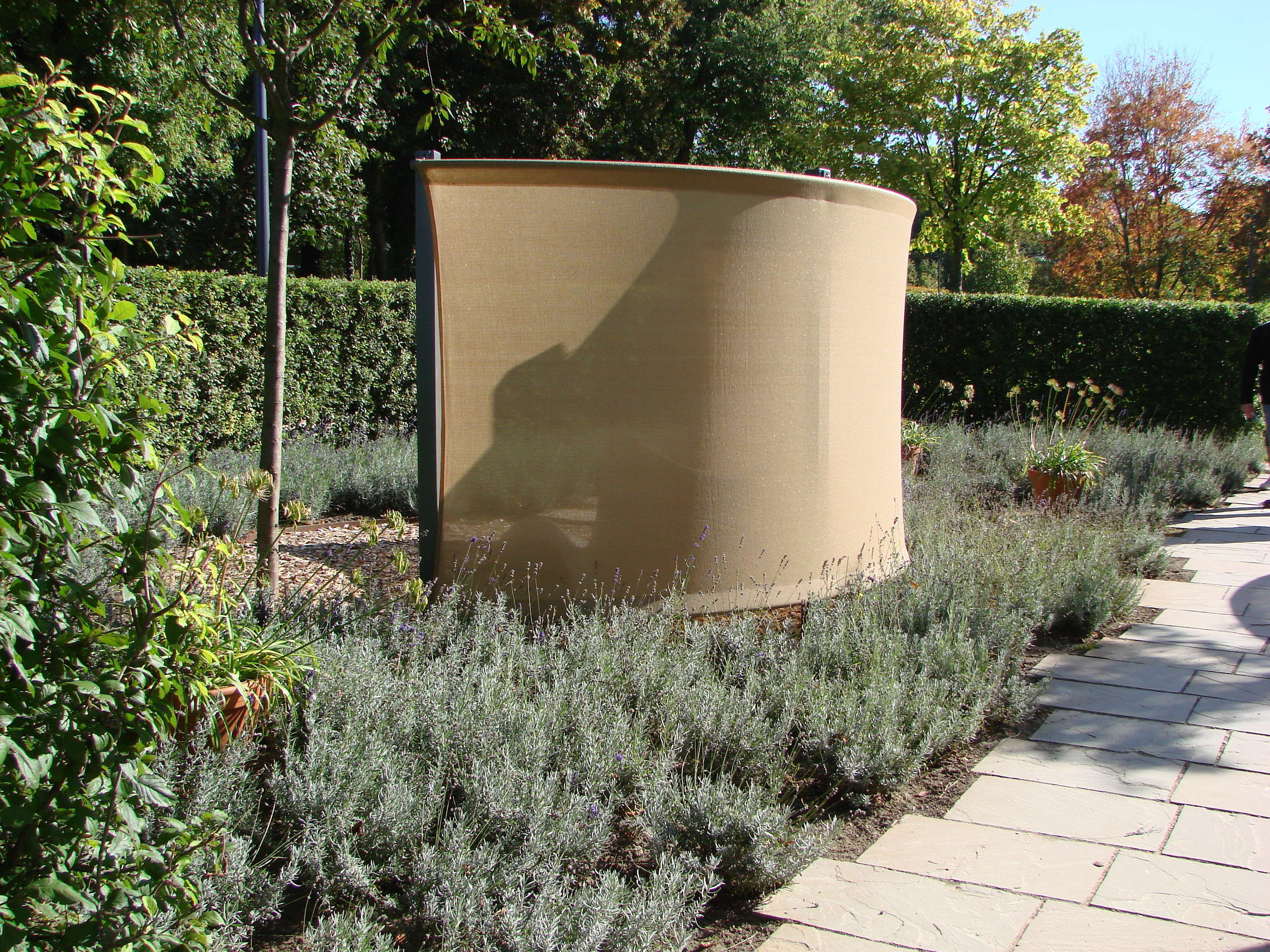
Relax
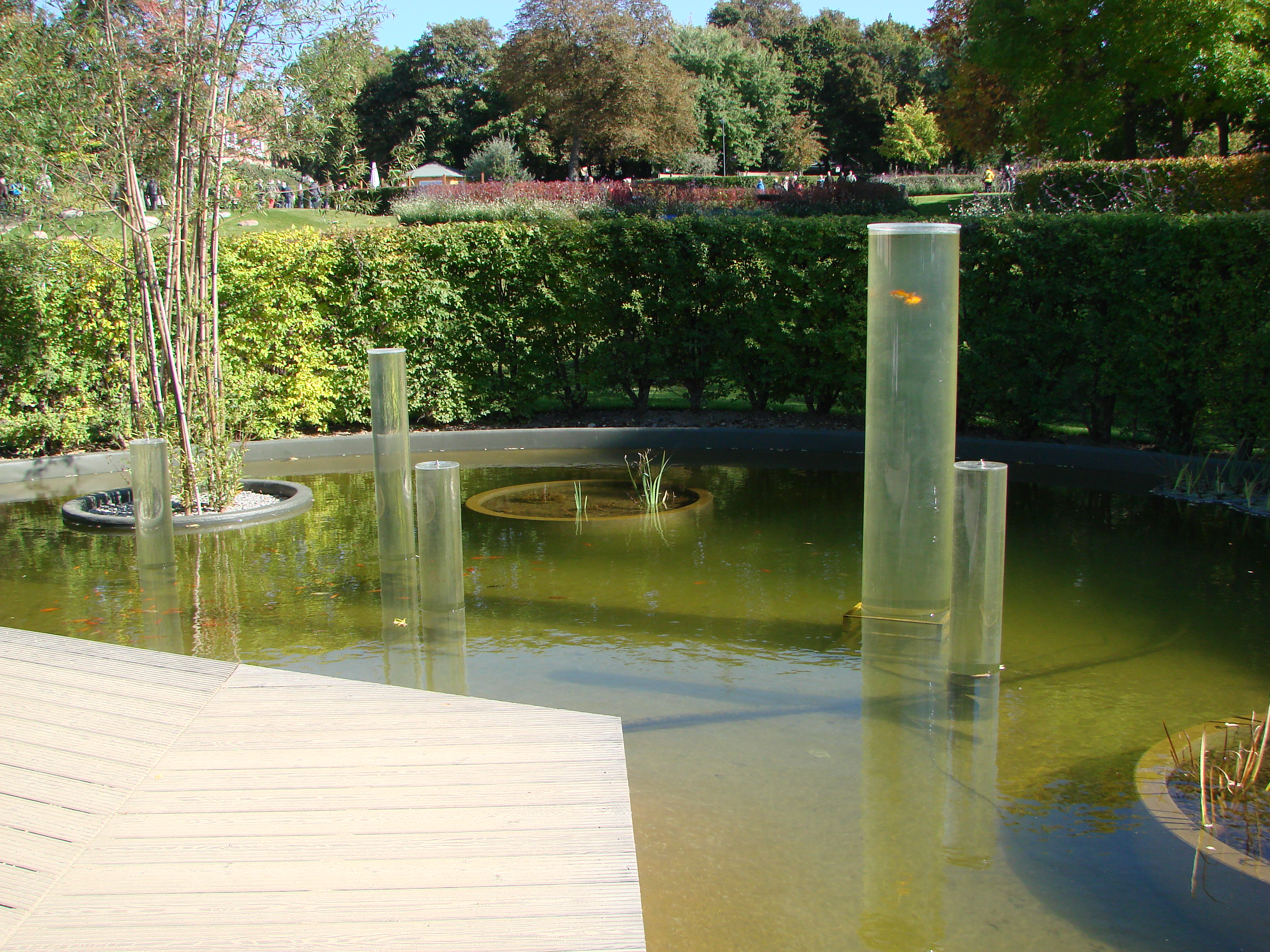
Gartenfisch
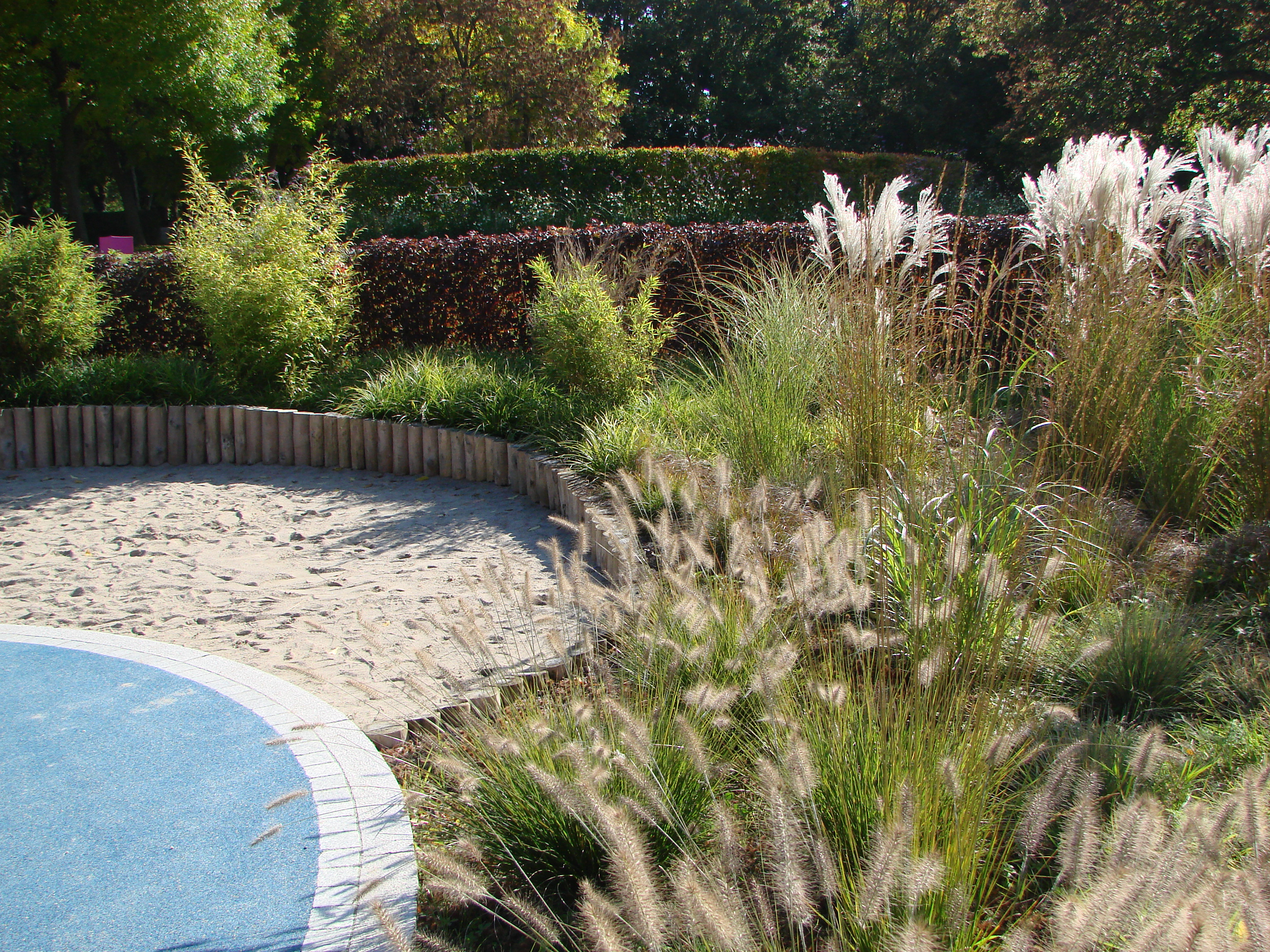
Gräser
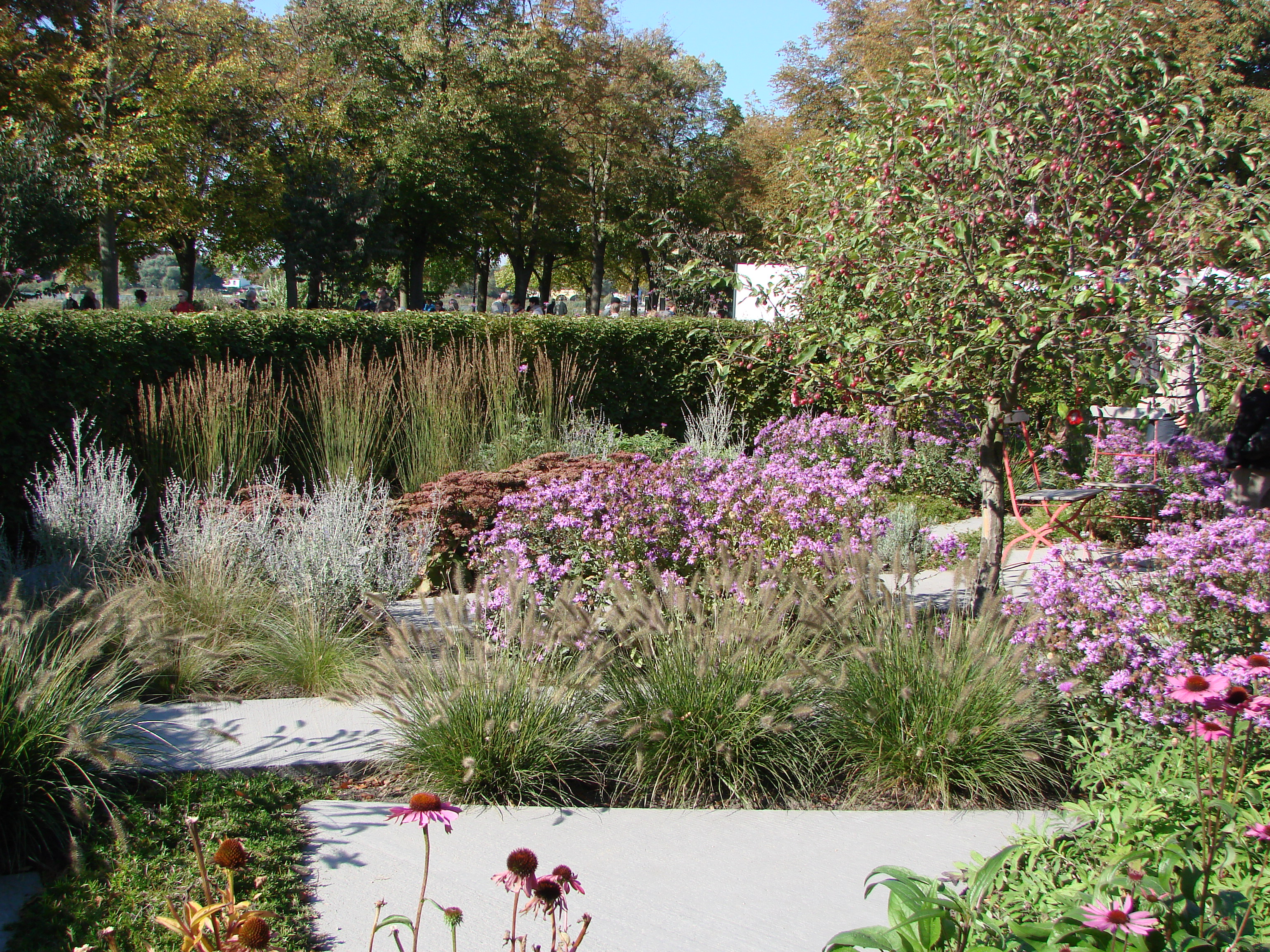
Lustgarten